# Robert Puchovič
Robert Puchovič (*  30. April 1990 in Vilnius) ist ein litauischer Politiker polnischer Herkunft, seit November 2024 Mitglied des Seimas.

## Leben
Nach dem Abitur 2009 am polnischen	Jonas-Paulius-Gymnasium Vilnius studierte Robert Puchovič das Business Management an der Technischen Gediminas-Universität Vilnius seiner Heimatstadt. Von 2009 bis	2017 arbeitete er	im Handelsunternehmen Krasta Auto.
Von 2019 bis  	2020 leitete Robert Puchovič als Direktor das Unternehmen  	Idealas und von 2020 bis 	2021 das Unternehmen	Lajota sowie von 2017 bis 2024 das Unternehmen	Tvari Statyba UAB. In der Parlamentswahl in Litauen 2024 wurde er ins 14. Seimas ausgewählt.
Seit 2023 ist Robert Puchovič Mitglied und war stellv. Vorsitzende von „Nemuno aušra“.
Er ist verheiratet.